# Astroblastom
Astroblastom je vzácná forma tumoru tvořená astroblasty, které patří mezi glie. Astroblastomy jsou podobné spongioblastomům a astrocytomům a vyskytují se převážně v supratentoriální (nad tentorium cerebelli) oblasti mozku, která odpovídá za volní pohyby, ale i ve frontálním, parietálním a okcipitálním laloku. Tumory se nacházejí také v mozečku, zrakovém nervu a v cauda equina a hypothalamu.

## Příznaky a léčba
Hlavním znakem je zvýšený vnitrolební tlak spojený s bolestí hlavy, ospalost, nausea, zhoršené vidění, záchvaty. K léčbě se uživá standardních nástrojů proti rakovině: chemoterapie, radiologie a operace. Nádor má zvýšenou pravděpodobnost opakování.